# Artur Społowicz
Artur Społowicz (ur. 11 października 1963 we Wrocławiu) – polski jeździec, dwukrotny olimpijczyk.
Startował we Wszechstronnym Konkursie Konia Wierzchowego. Dwukrotnie wystąpił w nim na igrzyskach olimpijskich w Atlancie (1996) w konkursie drużynowym polska reprezentacja w składzie Rafał Choynowski, Bogusław Jarecki, Bogusław Owczarek i Społowicz zajęła ostatnie 16. miejsce. Społowicz dosiadał konia "Hazard", nie ukończył konkurencji. W Pekinie (2008) startował w rywalizacji indywidualnej na koniu "Wag", zajął 52. miejsce.
Był mistrzem Polski w WKKW w 1992, wicemistrzem w 1991 oraz brązowym medalistą w 1996, 1997, 2004 i 2007.
Był zawodnikiem LKS Stragona Strzegom, LKJ Partynice, LKJ Moszna i KJ Lansada w Milsku, a obecnie prowadzi ośrodek jeździecki w Jaroszówce koło Chojnowa. Trener kadry juniorów i młodych jeźdźców w WKKW.